# Gromada Droździenica
Gromada Droździenica war eine Verwaltungseinheit in der Volksrepublik Polen zwischen 1954 und 1959. Verwaltet wurde die Gromada vom Gromadzka Rada Narodowa dessen Sitz sich in Droździenica befand und der aus 11 Mitgliedern bestand.

Die Gromada Droździenica gehörte zum Powiat Tucholski in der Woiwodschaft Bydgoszcz und bestand aus den ehemaligen Gromadas Droździenica, Pamiętowo und Przymuszewo aus der aufgelösten Gmina Kęsowo.
Zum 1. Januar 1955 wurde die Gromada Droździenica in das Powiat Sępoleński überführt und am 1. Januar 1958 wieder in das Powiat Tucholski eingegliedert.
Am 1. Januar 1959 wurde die Gromada Droździenica aufgelöst und in die Gromada Kęsowo eingegliedert.